# Udea dryadopa
Udea dryadopa là một loài bướm đêm thuộc họ Crambidae. Nó là loài đặc hữu của Kauai, Oahu và Maui.
Ấu trùng ăn Scaevola glabra. 